# Bahamas tại Thế vận hội
Bahamas tham gia Thế vận hội lần đầu tiên năm 1952, và đã liên tục gửi các vận động viên (VĐV) tới các kỳ Thế vận hội Mùa hè kể từ đó, trừ lần nước này tẩy chay Thế vận hội Mùa hè 1980. Bahamas chưa từng tham dự Thế vận hội Mùa đông.
Quốc gia này đã có 16 huy chương Olympic, tất cả đều thuộc về các môn điền kinh và thuyền buồm.
Ủy ban Olympic quốc gia của Bahamas được thành lập năm 1952.

## Bảng huy chương

### Huy chương tại các kỳ Thế vận hội Mùa hè
| Thế vận hội           | Số VĐV        | Vàng          | Bạc           | Đồng          | Tổng số       | Xếp thứ       |
| 1896–1948             | không tham dự | không tham dự | không tham dự | không tham dự | không tham dự | không tham dự |
| Helsinki 1952         | 7             | 0             | 0             | 0             | 0             | –             |
| Melbourne 1956        | 4             | 0             | 0             | 1             | 1             | 35            |
| Roma 1960             | 13            | 0             | 0             | 0             | 0             | –             |
| Tokyo 1964            | 11            | 1             | 0             | 0             | 1             | 24            |
| Thành phố México 1968 | 16            | 0             | 0             | 0             | 0             | –             |
| München 1972          | 20            | 0             | 0             | 0             | 0             | –             |
| Montréal 1976         | 11            | 0             | 0             | 0             | 0             | –             |
| Moskva 1980           | không tham dự | không tham dự | không tham dự | không tham dự | không tham dự | không tham dự |
| Los Angeles 1984      | 22            | 0             | 0             | 0             | 0             | –             |
| Seoul 1988            | 16            | 0             | 0             | 0             | 0             | –             |
| Barcelona 1992        | 14            | 0             | 0             | 1             | 1             | 54            |
| Atlanta 1996          | 26            | 0             | 1             | 0             | 1             | 61            |
| Sydney 2000           | 25            | 2             | 0             | 1             | 3             | 34            |
| Athens 2004           | 22            | 1             | 0             | 1             | 2             | 52            |
| Bắc Kinh 2008         | 25            | 0             | 1             | 1             | 2             | 64            |
| Luân Đôn 2012         | 24            | 1             | 0             | 0             | 1             | 50            |
| Rio de Janeiro 2016   | 28            | 1             | 0             | 1             | 2             | 50            |
| Tokyo 2020            | chưa diễn ra  |               |               |               |               |               |
| Tổng số               | Tổng số       | 6             | 2             | 6             | 14            | 64            |

### Huy chương theo môn
| Điền kinh   | 5 | 2 | 5 | 12 |
| Thuyền buồm | 1 | 0 | 1 | 2  |
| Tổng số     | 6 | 2 | 6 | 14 |

## Các VĐV giành huy chương
| Huy chương | Tên VĐV                                                                                    | Thế vận hội         | Môn thi đấu | Nội dung                   |
| ---------- | ------------------------------------------------------------------------------------------ | ------------------- | ----------- | -------------------------- |
| Đồng       | Durward Knowles Sloane Farrington                                                          | Melbourne 1956      | Thuyền buồm | Thuyền Star                |
| Vàng       | Durward Knowles Cecil Cooke                                                                | Tokyo 1964          | Thuyền buồm | Thuyền Star                |
| Đồng       | Frank Rutherford                                                                           | Barcelona 1992      | Điền kinh   | Nhảy xa ba bước (nam)      |
| Bạc        | Debbie Ferguson Eldece Clarke-Lewis Chandra Sturrup Savatheda Fynes Pauline Davis-Thompson | Atlanta 1996        | Điền kinh   | 4 × 100 mét tiếp sức (nữ)  |
| Vàng       | Savatheda Fynes Chandra Sturrup Pauline Davis-Thompson Debbie Ferguson Eldece Clarke-Lewis | Sydney 2000         | Điền kinh   | 4 × 100 mét tiếp sức (nữ)  |
| Vàng       | Pauline Davis-Thompson                                                                     | Sydney 2000         | Điền kinh   | 200 mét (nữ)               |
| Đồng       | Avard Moncur Troy McIntosh Carl Oliver Chris Brown Timothy Munnings                        | Sydney 2000         | Điền kinh   | 4 × 400 mét tiếp sức (nam) |
| Vàng       | Tonique Williams-Darling                                                                   | Athens 2004         | Điền kinh   | 400 mét (nữ)               |
| Đồng       | Debbie Ferguson                                                                            | Athens 2004         | Điền kinh   | 200 mét (nữ)               |
| Bạc        | Andretti Bain Michael Mathieu Andrae Williams Chris Brown                                  | Bắc Kinh 2008       | Điền kinh   | 4 × 400 mét tiếp sức (nam) |
| Đồng       | Leevan Sands                                                                               | Bắc Kinh 2008       | Điền kinh   | Nhảy xa ba bước (nam)      |
| Vàng       | Michael Mathieu Ramon Miller Chris Brown Demetrius Pinder                                  | Luân Đôn 2012       | Điền kinh   | 4 × 400 mét tiếp sức (nam) |
| Vàng       | Shaunae Miller                                                                             | Rio de Janeiro 2016 | Điền kinh   | 400 mét (nữ)               |
| Đồng       | Michael Mathieu Alonzo Russell Chris Brown Steven Gardiner Stephen Newbold                 | Rio de Janeiro 2016 | Điền kinh   | 4 × 400 mét tiếp sức (nam) |

## Các VĐV cầm cờ cho đoàn tại các kỳ Thế vận hội
Thế vận hội Mùa hè
| Thế vận hội         | VĐV                      | Môn thi đấu   |
| ------------------- | ------------------------ | ------------- |
| München 1972        | Mike Sands               | Điền kinh     |
| Montréal 1976       | Mike Sands               | Điền kinh     |
| Moskva 1980         | không tham dự            | không tham dự |
| Los Angeles 1984    | Bradley Cooper           | Điền kinh     |
| Seoul 1988          | Durward Knowles          | Thuyền buồm   |
| Barcelona 1992      |                          |               |
| Atlanta 1996        | Frank Rutherford         | Điền kinh     |
| Sydney 2000         | Pauline Davis-Thompson   | Điền kinh     |
| Athens 2004         | Debbie Ferguson-McKenzie | Điền kinh     |
| Bắc Kinh 2008       | Debbie Ferguson-McKenzie | Điền kinh     |
| Luân Đôn 2012       | Chris Brown              | Điền kinh     |
| Rio de Janeiro 2016 | Shaunae Miller           | Điền kinh     |